# The Big Steal
The Big Steal (Brasil: O Cais da Maldição / Portugal: O Grande Assalto) é um filme estadunidense de 1949, do gênero noir, dirigido por Don Siegel e estrelado por Robert Mitchum e Jane Greer.

## A produção
Terceiro longa-metragem de Siegel, rodado em locações no México, onde também se passa a ação, o filme é uma longa e excitante caçada, cheio de reviravoltas.
Apesar da história "conter mais buracos que as primitivas estradas por onde os personagens trafegam", o ritmo imposto pelo diretor, a excelência da edição e o tom frequentemente bem-humorado fizeram com que as plateias não se importassem com tais falhas. Assim, The Big Steal tornou-se uma das poucas produções da RKO a dar lucro no ano.

## Sinopse
México. O tenente Duke Halliday e a misteriosa Joan Graham perseguem um homem chamado Fiske, ao mesmo tempo em que são perseguidos pelo Capitão Vincent Blake. A motivação de tudo são 300 000 dólares, o total da folha de pagamento do Exército, roubados por Fiske.

## Elenco
| Ator/Atriz          | Personagem                          |
| ------------------- | ----------------------------------- |
| Robert Mitchum      | Tenente Duke Halliday               |
| Jane Greer          | Joan Graham                         |
| William Bendix      | Capitão Vincent Blake               |
| Patric Knowles      | Jim Fiske                           |
| Ramón Novarro       | Inspetor Ortega                     |
| Don Alvarado        | Tenente Ruiz                        |
| John Qualen         | Julius Seton                        |
| Pascual García Pena | Manuel                              |
| Pat O'Malley        | Comissário de bordo (não creditado) |